# Rashed Hassan Saeed
Rashed Hassan Saeed (15 de novembro de 1973) é um ex-futebolista profissional emiratense, que atuava como atacante.

## Carreira
Rashed Hassan Saeed se profissionalizou no Kalba.

## Seleção
Rashed Hassan Saeed integrou a Seleção Emiratense de Futebol na Copa das Confederações de 1997.

## Títulos
Emirados Árabes Unidos
- Copa da Ásia de 1996: 2º Lugar